# اکسالور، اماسیا
اکسالور، اماسیا (به لاتین: Aksalur, Amasya) یک منطقهٔ مسکونی در ترکیه است که در استان آماسیه واقع شده‌است.